# Glutarimmide
La glutarimmide è un'immide a struttura ciclica dove il gruppo -NH- è in posizione alfa rispetto a due carbonili C=O, ciò conferisce un carattere di acido debole al gruppo amminico. La molecola rappresenta la struttura base delle glutarimmidi (o derivati glutarimmidici), classe di molecole ad azione anticonvulsivante usate nella cura dell'epilessia come la talidomide e la glutetimide.